# 谢涅 (厄尔省)
谢涅（法語：Chaignes，法語發音：[ʃɛɲ]）是法国厄尔省的一个市镇，属于埃夫勒区。

## 地理
谢涅（49°0'59"N, 1°26'24"E）面积6.41 平方千米，位于法国诺曼底大区厄尔省，该省份为法国北部内陆省份，北起滨海塞纳省，西接奧恩省和卡爾瓦多斯省，南至厄尔-卢瓦省，东临瓦兹省、瓦兹河谷省和伊夫林省。
与谢涅接壤的市镇（或旧市镇、城区）包括：艾格勒维尔、杜安、埃库尔、布拉吕、绍富尔莱博尼耶尔、厄尔河畔帕西。

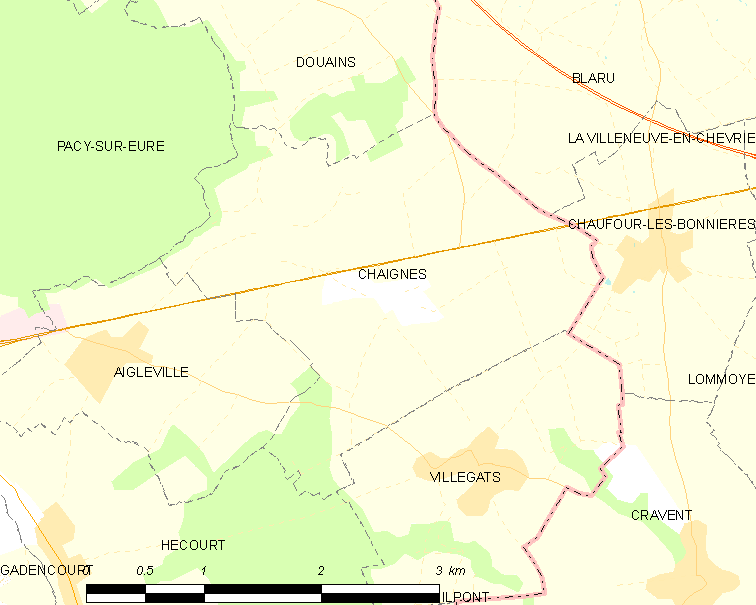
的OSM定位图

谢涅的时区为UTC+01:00、UTC+02:00（夏令时）。

## 行政
谢涅的邮政编码为27120，INSEE市镇编码为27136。

## 政治
谢涅所属的省级选区为厄尔河畔帕西县。

## 人口

1962-2008年间人口变化图示

谢涅于2022年1月1日时的人口数量为267人。